# Festival de l'Europe autour de l'Europe
Pour le film grec, voir L'Europe autour de l'Europe.
L'Europe autour de l'Europe (FEAE) (Europe by Europe Festival)  est un festival de films européens qui se déroule chaque année à Paris. Ce festival de film d'auteur et d'art de la Grande Europe met en lumière les liens entre le cinéma européen classique et les talents du cinéma contemporain dans l’objectif de renforcer le réseau audiovisuel artistique de l’Europe.

## Histoire
Le festival L'Europe autour de l'Europe a débuté en 2006 en tant que salon des films indépendants de l'Europe du sud-est. Il a été produit par Art Gothique Tendre - Evropa Film Akt, une association fondée par la cinéaste Irena Bilic et l'artiste Nenad Zilic. Le festival a eu lieu à Bernay, Évreux et Moulin d'Andé, en Normandie.
En 2008, le festival déménage à Paris, mais conserve encore des projections de certains films du festival en Normandie (Le Havre, Bernay (Eure), Rouen, Mont-Saint-Aignan, Moulin d'Andé, Lisieux, Pont-Audemer), ainsi qu'à Strasbourg et Bruxelles. Depuis l'édition de 2013, les projections ont lieu à Paris et en Île-de-France (cinéma L'Entrepôt, Le Saint-André des arts, la Filmothèque du quartier latin, le Grand Action, la Fondation Jérôme Seydoux-Pathé, le Méliès, le Christine 21, l'Eden, l’Atalante, l'École Louis Lumière…).

## Déroulement du festival
Le festival L’Europe autour de l’Europe présente des films d’auteur et d’art de la Grande Europe (47 pays européens, membres du Conseil de l'Europe). Ces films sont des longs et courts métrages de fiction, des documentaires, des films d’animation et expérimentaux. Ils sont montrés dans une vingtaine de salles d’art et d’essai, centres culturels étrangers, où le public découvre les chefs-d’œuvre cinématographiques européens récents et de patrimoine.
Le cinéma L'Entrepôt est le lieu principal d'accueil des projections ainsi que des manifestations qui les accompagnent, telles que concerts, tables rondes, signatures de livres, conférences, classes de maîtres, ainsi que cérémonies d’ouverture et de clôture.
Depuis 2012, une sélection de neuf films européens inédits en France concourt pour le Prix Sauvage. Le Prix Présent récompense les meilleurs longs métrages documentaires et le Prix Sauvage Corto les meilleurs courts métrages. Les projections sont suivies de débats avec les auteurs des films, des critiques et des spécialistes de cinéma.

## Éditions
La 1re édition du festival s'est tenue du 12 mars au 18 mars 2006.
La 2e édition du festival s'est tenue du 26 mars au 6 avril 2007.
La 3e édition du festival s'est tenue du 4 mars au 21 mars 2008.
La 4e édition du festival s’est tenue du 9 au 18 mars 2009. Le thème était « Nouveaux regards sur l’amour et la guerre ».
La 5e édition du festival s'est tenue du 14 mars au 14 avril 2010. Le thème était « Liberté et dépendances ».
La 6e édition du festival s'est tenue du 15 mars au 15 avril 2011. Le thème était « Héros et antihéros »,.
La 7e édition du festival s'est tenue du 14 mars au 14 avril 2012. Le thème était « Silence et bruits »,,.
La 8e édition du festival s'est tenue du 13 mars au 14 avril 2013. Le thème était « Mémoire et devenir »,,.
La 9e édition du festival s'est tenue du 12 mars au 14 avril 2014. Le thème était « Lumière et obscurités »,,.
La 10e édition du festival s'est tenue du 16 mars au 15 avril 2015. Le thème était « Corps et âmes »,,.
La 11e édition du festival s'est tenue du 16 mars au 17 avril 2016. Le thème était « Chaos et harmonies »,,.
La 12e édition du festival s'est tenue du 15 mars au 16 avril 2017. Le thème était « Les migrations existent. La mort n'existe pas. » Milos Tsernianski, Migrations.
La 13e édition du festival s'est tenue du 14 mars au 1er avril 2018. Le thème était « Frontières ».
La 14e édition du festival s'est tenue du 14 mars au 31 mars 2019. Le thème était « Des animaux et des hommes ».
La 15e édition du festival, initialement prévue du 12 mars au 29 mars 2020, est reportée du 18 au 29 novembre 2020 en raison de la crise sanitaire engendrée par la Covid-19. La soirée d’ouverture a néanmoins pu avoir lieu le 12 mars 2020, soit trois jours avant le communiqué du 15 mars annonçant l’état d’alerte et la mise en place d’un confinement strict,.
La 16e édition du festival s'est tenue du 17 au 30 novembre 2021. Le thème était :  « Corps en mouvement ».
La 17e édition du festival s'est tenue du 17 au 31 mars 2021. Le thème était : « Noir et blanc ». Par ailleurs, le Festival a présenté le programme « Imaginaires coloniaux » dans le cadre de la Saison France-Portugal 2022, une sélection inédite de films portugais conçue par la réalisatrice Ariel de Bigault.
La 18e édition du festival s'est tenue du 14 au 23 mars 2023. Le thème était : « Portraits, paysages, monde ». Le festival intègre désormais une nouvelle section nommée Rétrospectives, inaugurée par une rétrospective de l'oeuvre du cinéaste suédois Roy Andersson.
La 19e édition s'est tenue du 2 au 15 avril 2024. Le thèmé était : « visages d'hommes, visages d'histoire ». Cette édition a été inaugurée par une projection du film Padre Padrone. 

## Principaux intervenants
Présidents du jury Prix Sauvage :
- 2012 : Jean Douchet
- 2013 : Pierre-Henri Deleau
- 2014 : Krzysztof Zanussi
- 2015 : Jos Stelling
- 2016 : Anja Breien
- 2017 : István Szabó
- 2018 : Ralitza Petrova
- 2019 : Gérard Courant
- 2020 : Gaëlle Jones
- 2021 : Andrea Staka
- 2022 : Knut Erik Jensen
- 2023 : Ildikó Enyedi
- 2024 : Albert Serra

Invités d’honneur :
- Agnès Varda
- Agnieszka Holland
- Albert Serra
- Aleksandr Balagura
- Anja Breien
- Armand Gatti
- Carlos Saura
- Christine Spengler
- Dušan Hanák
- Eugène Green
- Eva Stefani
- Hans-Jürgen Syberberg
- Harutyun Khachatryan
- Henning Carlsen
- Ildikó Enyedi
- Ingmar Bergman Jr.
- Isabelle Huppert
- István Szabó
- Jan Troell
- Jean-Claude Carrière
- Jean-Pierre Léaud
- Jim Sheridan
- Jonas Mekas
- Karpo_Godina (en)
- Kine Aune (no)
- Kira Mouratova
- Knut Erik Jensen (en)
- Krzysztof Zanussi
- Maria de Medeiros
- Marlen Khoutsiev
- Márta Mészáros
- Massimo Bacigalupo
- Neil Jordan
- Peter Fleischmann
- Pierre Rissient

Hommages :
- 2006 : Jacques Fonteray et Želimir Žilnik
- 2007 : Aleksandar (Alexandre) Petrović
- 2008 : Karpo_Godina (en)
- 2009 : Márta Mészáros et Miklós Jancsó
- 2010 : Krzysztof Zanussi
- 2011 : Dušan Hanák
- 2012 : Ante Babaja (en)
- 2013 : Henning Carlsen, Knut Erik Jensen (en), Neil Jordan
- 2014 : Anja Breien, Jan Troell, Jim Sheridan et Kira Mouratova
- 2015 : Hans-Jürgen Syberberg, Harutyun Khachatryan, Michael Glawogger
- 2016 : Béla Tarr, Carlos Saura, Hans-Jürgen Syberberg, Marlen Khoutsiev et Peter Watkins
- 2017 : István Szabó, Jean-Claude Carrière, Jerzy Skolimowski, Károly Makk et Manoel de Oliveira
- 2018 : Albert Serra et Jean-Pierre Léaud
- 2019 : Bernardo Bertolucci, Jonas Mekas
- 2020 : Anja Breien, Wim Wenders
- 2021 : Peter Handke, Krzysztof Zanussi, Jean-Daniel Pollet
- 2022 : Otar Iosseliani, Aleksandar Petrović
- 2023 : István Szabó
- 2024 : Paolo et Vittorio Taviani

Critiques français et internationaux :
- Antoine de Baecque
- Bruno Dietsch
- Elise Domenach
- Eugénie Zvonkine
- Federico Rossin
- Jean Douchet
- Kirill Razlogov (en)
- Mathias Lavin
- Michel Ciment
- Paul Ryan
- Pierre Gras
- Sylvie Rollet
- Yvette Biro (en)

## Palmarès
Dès 2012, le festival lance un prix du meilleur film. Neuf films produits dans les deux années qui précèdent le festival (inédits en France) concourent pour le Prix Sauvage, une statuette de chien-loup ainsi qu’un prix en argent. Deux autres prix sont également attribués : le Prix Présent et le Prix Luna.
En 2012, le Prix Sauvage est décerné à Martin Šulík pour son film Gypsy. Le jury est alors présidé par Jean Douchet et composé de Pierre-Henri Deleau et de Jean-François Lepetit.
En 2013, le Prix Sauvage est attribué à Kirsten Sheridan pour son film Dollhouse. Le jury est présidé par Pierre-Henri Deleau et composé de Barry Douglas, Nino Kirtadzé, Éric Neuhoff, Olivier Mazoyer.
En 2014, le Prix Sauvage est attribué ex aequo à Ignas Jonynas pour The Gambler et au réalisateur Jan Troell pour The Last Sentence. Le jury était composé de Krzysztof Zanussi, le président du Jury, et de Pierre-Henri Deleau, Giacomo Battiato, Menelaos Karamaghiolis, Bob Swaim. Le Prix Luna est attribué à Veiko Ōunpuu pour Free Range.
En 2015, le réalisateur néerlandais Jos Stelling présente le film récompensé par le Prix Sauvage : Superwelt de Karl Markovics. Le jury est présidé par Jos Stelling et composé de Pierre-Henri Deleau, Dinara Droukarova, Elisa Mantin, Giusy Pisano.
En 2016, le Prix Sauvage est décerné à Adrian Sitaru pour Illégitime. Une mention spéciale est décernée à Alina Grigore pour la meilleure interprétation dans le même film. Le jury était notamment composé d’Anja Breien, présidente du jury, et de Pierre-Henri Deleau, Hengameh Panahi, Kirill Razlogov, Claude Ventura. Le Prix Présent est décerné à Vitali Manski pour Under the Sun. Enfin, le Prix Luna est décerné à Vasily Sigarev pour Le Pays d’OZ. Une mention spéciale est décernée à Igor et Ivan Buharov pour Most of the Souls Who Live Here.
En 2017, le Prix Sauvage est décerné à Ralitza Petrova pour Godless. Le jury est présidé par István Szabó et composé de Prune Engler, Jean-Baptiste Germain, Jan Erik Holst, Alban Lefranc. Le Prix Présent est décerné à Karen Akerman et Miguel Seabra Lopes pour Maybe Desert Perhaps Universe. Le jury est présidé par Clémence Coppey et composé de Mathieu Lericq, Sophie Rouffio, Simon Shandor, Marianna Vera Yarovskaya, Neil Young. Enfin, le Prix Luna est décerné à Chico Pereira pour Donkeyote.
En 2018, le Prix Sauvage est décerné à Teresa Villaverde pour le film Colo. Le jury était présidé par Ralitza Petrova et composé de Rafael Lewandowski, Tue Steen Müller, György Raduly et Szabolcs Tolnai. Quant au Prix Luna, il a été décerné au film November de Rainer Sarnet.
En 2019, le Prix Sauvage est décerné à Vlastimir Sudar et Nikola Mijović pour le film Borders, Raindrops. Le jury était présidé par Gérard Courant et composé de Güldem Durmaz et Svetlana Rezvushkina. Le Prix Présent est décerné au film Age of Solzhenitsyn de Olesia Fokina. Le jury était présidé par Pascale Ramonda et composé de Miloš Škundrić et Pierre Watrin. Le jury du Prix Corto, présidé par Henrike von Dewitz et composé d’Ariana Kah, Laurent Lô et Semra Sevin décerne son titre à Marc Ménager pour son film Boléro Paprika. Quant au prix Luna, présidé par le Jury d’Étudiants et de Jeunes Professionnels, il est attribué au film Finding Alice de Pablo Fernandez.
En 2020, le Prix Sauvage est décerné à Kelly Copper et Pavol Liška pour le film Die Kinder der Toten. Le jury était présidé par Gaëlle Jones et composé de Bonita Papastathi et Vlastimir Sudar. Le Prix Présent est décerné au film Welcome to Sodom de Florian Weigensamer et Christian Krönes. Le jury était présidé par Florent Marcie et composé de Simone Audissou, Patrick Morell et Louise Vandeginste. Le jury du Prix Corto, présidé par Antoine Jouve et composé de Meagan Adele Lopez et Olympia Tsipira décerne son titre à Short Calf Muscle / Korte Kuitspier de Victoria Warmerdam.
En 2021, le Prix Sauvage est décerné à Tomas Vengris pour le film Motherland / Gimtine. Le jury était présidé par Andréa Štaka et composé de Arne Körner et Szabolcs Tolnai. Le Prix Présent est décerné au film Our Land, Our Altar / A Nossa Terra, o Nosso Altar d'André Guiomar. Le jury était présidé par Federico Rossin et composé de Delphine Leccas et Eléonore Weber. Le jury du Prix Corto, présidé par Cécile Vacheret et composé de Agnese Làposi et Petar Mitrić décerne son titre au film You Can’t Show My Face de Knutte Wester. Le prix Luna, présidé par le Jury d’Étudiants et de Jeunes Professionnels, est attribué au film The Three / Трое de Anna Melikyan.
En 2022, le Prix Sauvage est décerné aux frères Igor et Ivan Buharov pour le film Land of Warm Waters / Melegvizek orszàga. Le jury était présidé par Knut Erik Jensen et composé de Aleksandr Balagura et Iliana Zakopoulou. Le Prix Présent est décerné au film Days and Nights of Demetra K. / Μέρες και νύχτες της Δήμητρας Κ de Eva Stefani. Le jury était présidé par NC Heikin et composé de Toni Glamcevski et Timon Koulmasis. Le jury du Prix Corto, présidé par Henning Backhaus et composé de Hakob Melkonyan et Olia Verriopoulou décerne son titre au film Leap Year / Високос de Alina Gudovskaya. Le prix Luna, présidé par le Jury d’Étudiants et de Jeunes Professionnels, est attribué au film As Far as I Can Walk / Strahinja Banović de Stefan Arsenijević.
En 2023, le Prix Sauvage est décerné à Dubravka Turić (Croatie) pour le film Traces / Tragovi (Croatie/Lituanie/Serbie). Le jury était présidé par Ildikó Enyedi et composé de Damien Bertrand et Nicolas Ducray. Le Prix Present est décerné à Eva Charlotte Nilsen (Norvège) pour le film SMILE and WAVE / SMILE og VINKE (Norvège). Le jury était présidé par Eva Stefani et composé de Chloé Aïcha Boro et d'Ivan Zotikov. Le jury du Prix Sauvage Corto, présidé par Samantha Leroy et composé d'Ana Grgić et Guangli Liu a décerné le prix à Gökçe Pekhamarat (Turquie) pour le film Doubt/ Kuşku (Turquie). Le prix Luna, présidé par le Jury d’Étudiants et de Jeunes Professionnels, est attribué à Alisa Erokhina (Russie) pour le film Just Before / Накануне (Russie/France).
En 2024, lors de la Cérémonie de Clôture, le Jury, présidé par le réalisateur Albert Serra,  a décerné le PRIX SAUVAGE à la réalisatrice suédoise Mia Engberg pour le film Hypermoon. Le Jury était composé du journaliste et traducteur Henri Béhar, de l'actrice Sophie Semin, de l'auteure Monica Fantini (France), et du sociologue Kristian Feigelson.
Le PRIX PRESENT, présidé par la réalisatrice Eva Charlotte Nielsen et composé de l'historienne du cinéma Ania Szczepanska et de la réalisatrice Bétrice Kordon, a été décerné au film Life is not an Orange d'Otilia Babara.
Le Jury du PRIX SAUVAGE CORTO, présidé par le réalisateur Knutte Wester et composé du réalisateur Vassili Schemann et de la productrice Tiphaine Robion a récompensé le court-métrage finlandais Oh No, Lasse Falls de Risto-Pekka Blom. 
Le Jury d’étudiants et jeunes professionnels a décerné le Prix LUNA à Ena Sendijarević (Pays-Bas) pour le film Sweet Dreams. 
Le prix Lupeto, nouveauté de l'édition 2024, a été attribué par un jury de membres de grandes écoles et académies de cinéma européennes au film Nature Attack d'Erik Sémashkin.